# Biblioteca nazionale d'Andorra
La Biblioteca nazionale d'Andorra (Biblioteca Nacional d'Andorra) ha sede ad Andorra la Vella, nello storico palazzo Casa Bauró. Tra i suoi compiti inerenti alla ricerca bibliografica, la conservazione e l'incremento del patrimonio librario, l'istituzione andorrana espleta l'ufficio del deposito legale. Il numero ISBN di Andorra è il 99920.

## Storia
La prima Biblioteca nazionale d'Andorra vede la luce in alcune stanze della Casa de la Vall l'8 settembre 1930, grazie alla collaborazione della Societat Andorrana de Residents a Barcelona. Durante la grande emigrazione che colpì Andorra nei primi decenni del XX secolo, la Biblioteca nazionale rappresentò un punto di riferimento per la gioventù andorrana; furono infatti i giovani emigrati a promuovere le iniziative e le varie attività della biblioteca, grazie anche al Butlletí della Societat Andorrana che ospitava le idee, le proposte e le novità inerenti all'istituzione bibliotecaria.

L'aumento del numero degli utenti e l'incremento delle funzioni espletate dalla Biblioteca nazionale resero necessario un nuovo cambiamento. Nel settembre del 1996 i fondi bibliografici andorrani e tutti i servizi di reference furono trasferiti nei locali della Casa di Bauró.

## Compiti ed organizzazione
La Biblioteca nazionale d'Andorra si occupa della raccolta e della catalogazione di tutte le opere pubblicate nel paese e tutta la documentazione che riguarda Andorra pubblicata all'estero; il metodo utilizzato per la catalogazione è l'Universal Decimal Classification. Un altro compito dell'istituzione è quello dell'incremento del patrimonio librario, in particolare con l'acquisizione di libri rari. Infine la biblioteca si occupa di redigere e rendere accessibile un catalogo bibliografico inerente Andorra.

## Libri antichi e rari
Nel Fondo dei libri rari ed antichi sono conservate tutte le opere stampate prima del 1960. Sono presenti diversi volumi rari inerenti alla storia del paese come la prima edizione de La cotume d'Andorre di J. A. Brutails (1904) e del El medio y la vida en Andorra di S. Llobet (1947).